# Streif (Adelsgeschlecht)

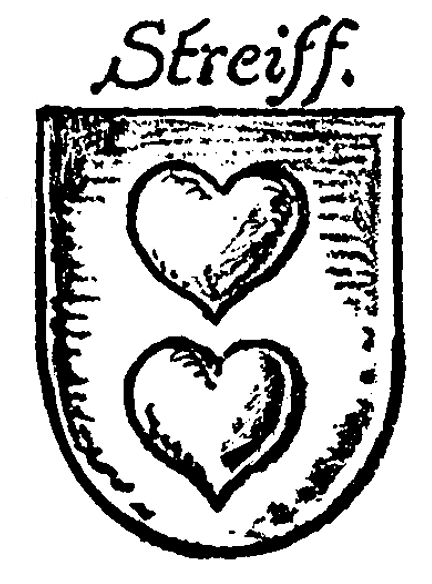
Wappen derer von Streiff in Siebmachers Wappenbuch

Die Streif (auch: Streiff, Straif, Straiff) waren ein ritterbürtiges Ministerialgeschlecht des Bistums Chur und der Freiherren von Vaz, von dem vor 1352 15 Vertreter urkundlich bezeugt sind. 
Das Geschlecht ist von den pfälzischen Streiff von Lauenstein zu unterscheiden.

## Geschichte
1270 werden die Brüder Otto und Conrad Streif genannt. Das Geschlecht verfügte zeitweise über umfangreichen Grundbesitz, so über die Burgen Unter- und Ober-Sansch (Kapfenstein), über Strahlegg bei Fideris, Falkenstein bei Igis und seit 1348 durch Albrecht Streif über die Burg Neu-Aspermont sowie zahlreiche Güter und Alpen im Schanfigg, in Chur, Davos, Churrätien (Prättigau) und Oberhalbstein.
1403 kam der gesamte Familienbesitz in Churwalden samt der Festung Strahlegg an Graf Friedrich VII. von Toggenburg, während Gutsbesitz der Streif in Chur und Oberhalbstein bis 1467 nachgewiesen ist. In der zweiten Hälfte des 15. Jahrhunderts verschwindet das Geschlecht in Graubünden; ebenso im gleichen Zeitraum in der Stadt St. Gallen, wo es, teilweise mit demselben Wappen, erstmals 1304 erscheint.
Die Streiff, die, abgesehen von ihrer Tätigkeit im Staatsdienst, auch massgeblich zur industriellen Entwicklung beitrugen, sind im Glarnerland seit Anfang des 16. Jahrhunderts belegt und vermutlich mit dem gleichnamigen Ministerialgeschlecht der Bischöfe von Chur und der Freiherren von Vaz in Beziehung zu bringen, das in der zweiten Hälfte des 15. Jahrhunderts aus Graubünden verschwand.

## Persönlichkeiten
- Johann Christoph Streiff (1701–1757), 1741/2 und 1751/2 Landesstatthalter sowie 1743–1746 und 1753–1756 Glarner Landammann[3]
- Johann Heinrich Streiff (1709–1780), Landvogt im Thurgau[4]

## Wappen
Blasonierung: In Gold zwei rote Herzen pfahlweise gestellt. Auf dem Helm mit rot-goldenen Decken ein Flug gezeichnet wie der Schild.